# 가림중학교
가림중학교(佳林中學校)는 대한민국 경기도 광명시 하안동에 있는 공립 중학교이다.

## 학교 연혁
- 1991년 1월 22일 : 설립 인가
- 1991년 3월 1일 : 개교(남녀공학 5학급 인가)
- 1991년 3월 1일 : 초대 이현영 교장 부임
- 1991년 3월 5일 : 제1회 입학식 269명(5학급)
- 1994년 2월 15일 : 제1회 졸업식(249명)
- 2012년 9월 1일 : 혁신학교 지정 및 운영
- 2016년 9월 1일 : 혁신학교 재지정 및 운영
- 2022년 3월 1일 : 제13대 윤병훈 교장 취임
- 2024년 1월 5일 : 제31회 졸업식(155명, 누계 11,113명)
- 2024년 3월 4일 : 제34회 입학(6학급 156명)

## 참고 자료
- 가림중학교 - 한국교육학술정보원 학교알리미